# Ussana
Ussana (sardinsky: Ùssana) je italská obec (comune) v provincii Sud Sardegna v regionu Sardinie. Nachází se ve výšce 97 metrů nad mořem a má přibližně 4 000 obyvatel. Rozloha obce je 32,82 km².